# Nicolás Iván González
Nicolás Iván González (Belén de Escobar, Buenos Aires, 6 de abril de 1998), también conocido como Nico González es un futbolista argentino que juega como delantero en la Juventus F. C. de la Serie A.

## Trayectoria
Nació en la ciudad de Belén de Escobar, en el norte del área metropolitana de Buenos Aires, y se crio en el barrio Stone de dicha ciudad en donde comenzó jugando a los 5 años en el Club Sportivo Escobar, pasó también por el Club Atlético Belén de Escobar y luego hizo todas las categorías inferiores en Asociación Atlética Argentinos Juniors llegando al conjunto de La Paternal con solo 10 años.
Nicolás concurrió durante la primera parte de su escuela secundaria SB  N° 17 actualmente secundaria N°21 "Jorge Inchauspe" ubicado en el centro de Escobar.

### Inicios en Argentinos Juniors
El 27 de julio de 2016 debutó en primera frente a  Deportivo Laferrere en la derrota por penales por la Copa Argentina. El 23 de abril de 2017 convirtió su primer tanto oficial como jugador profesional, frente al Club Atlético Paraná en la fecha 29 del Campeonato de Primera B Nacional 2016-17.El 8 de julio de 2017, a tres fechas del final del torneo, el "Bicho" de Gabriel Heinze logró el retorno a la máxima categoría y Nico González fue el encargado de convertir el gol del ascenso. Ya con Argentinos en primera, el 16 de septiembre, Nico convierte su primer tanto en la máxima categoría de Argentina, por la fecha 2 de la Superliga 2017-18 frente a  Belgrano de Córdoba.El 24 de septiembre vuelve a convertir, esta vez contra River Plate por la fecha 3. González logró fortalecerse en el equipo titular, consiguiendo 7 goles en 25 partidos disputados durante la temporada.

### VfB Stuttgart
Sus buenos rendimientos en el conjunto de La Paternal, condujeron a que el 10 de julio de 2018, González fiche por el VfB Stuttgart con un contrato hasta 2023. El 18 de agosto de 2018 debutó en el conjunto alemán, en la derrota 2-0 frente al Hansa Rostock en la primera ronda de la Copa de Alemania. El 26 de agosto debutó en la Bundesliga en la derrota 1-0 frente al  Mainz 05. El 22 de diciembre en la derrota 3-1 frente al FC Schalke 04 logró convertir su primer tanto en el equipo alemán. Durante esa temporada disputó en total 33 partidos y convirtió 2 goles. Sin embargo su equipo no pudo evitar el descenso gracias a una seguidilla de malos resultados.
El 17 de agosto de 2019 convirtió su primer tanto en la 2. Bundesliga, frente al F.C. San Pauli. Durante la temporada  2019-20 de la 2. Bundesliga González convirtió 14 goles en 27 partidos. En dicha temporada su club consiguió el ascenso, volviendo a la máxima categoría alemana.
El 30 de octubre de 2020 volvió a convertir en la Primera División Alemana, en el empate 1-1 frente al FC Schalke 04. El 21 de noviembre volvió a convertir en el empate 3-3 frente al TSG 1899 Hoffenheim, en dicho partido se rompió el ligamento interno de la rodilla. El 12 de diciembre volvió a jugar luego de la lesión, y convirtió un tanto frente al Borussia Dortmund en la victoria 5-1. El 6 de febrero se retiró lesionado a los 22 minutos del primer tiempo, en la derrota 5-2 frente al Bayer Leverkusen jugando uno de sus últimos partidos en Alemania.

### Fiorentina
En Alemania estuvo tres temporadas, marchándose en junio de 2021 al fútbol italiano tras fichar por la ACF Fiorentina.La transferencia se realizó por 22 millones de Euros y González firmó contrato por 5 años.
Convirtió un gol en su debut en el equipo Florentino el 13 de agosto de 2021, frente al Cosenza Calcio en la victoria 4-0 por la primera ronda Copa Italia. 
El 21 de agosto convirtió su primer tanto en la  Serie A frente al Torino F.C. en la fecha 2. El 21 de mayo de 2022 le convirtió un gol a la Juventus de Turín en la última fecha del torneo liguero. Durante su primer año en Italia disputó 39 partidos y logró convertir 8 goles.
El 18 de agosto de 2022 convirtió su primer tanto en una competición continental europea, en la victoria 2-1 frente al  F.C Twente por la Ronda de Play-Off de la Liga Europa Conferencia de la UEFA 2022-23. Debido a una lesión muscular el 22 de octubre pidió el cambio a los 7 minutos, en un partido contra el Inter de Milán.
El 7 de enero de 2023 volvió a jugar y convertir luego de la lesión, en la 17ª fecha de la Serie A contra el Sassuolo, en la victoria 2-1.
El 4 de marzo le convirtió un gol al A.C Milán en la victoria 2-1 por la 25ª jornada liguera.
El 18 de mayo fue el protagonista de una agónica remontada, en el partido de vuelta de la semifinal de la Liga Europa Conferencia de la UEFA 2022-23, partido en el cual logró anotar dos goles, dándole el boleto a la final a su equipo.
El 24 de mayo, convirtió un gol en la final de la Copa Italia 2022-23, pero su gol no alcanzó para levantar el título, ya que el conjunto milano se impuso 2-1.
El 7 de junio durante la final de la Liga Europa Conferencia de la UEFA asistió a su compañero Giacomo Bonaventura para que anote el único tanto de la Fiorentina en la derrota 2-1.
Ya en la primera fecha de la Serie A 2024-25, Nicolás no había sido parte del plantel de la que empató ante Parma y durante ese fin de semana se esperaba que sea vendido a otro club. 
Finalmente, tras tres años vistiendo la camiseta de la Fiorentina, se convirtió en nuevo jugador de La Vecchia Signora por €38M bonos incluidos, firmando hasta mediados del 2029. Luego viajó para cumplir con la revisión médica, firmar el contrato y sumarse a su nuevo equipo y recibir a Roma el 1 de septiembre, en el que podría ser su estreno.
De esta manera, Nicolás González se posicionó como uno de los futbolistas por los que más pagaron en Italia en este mercado de pases, solo superado por su futuro compañero de equipo, Douglas Luiz, por quien le pagaron al Aston Villa unos 50 millones.

## Selección nacional

### Selección olímpica
Fue seleccionado por el entrenador Fernando Batista para disputar los Juegos Panamericanos 2019, donde disputó 3 partidos y Argentina salió campeón.

### Participaciones en Juegos Panamericanos
| Torneo                       | Sede | Resultado      | Partidos | Goles |
| ---------------------------- | ---- | -------------- | -------- | ----- |
| Juegos Panamericanos de 2019 | Lima | Medalla de oro | 3        | 0     |

### Selección absoluta
Fue convocado por primera vez por el entrenador Lionel Scaloni para un amistoso frente a Ecuador en 2019, año en el que jugó tres partidos con la selección.
Tras un año de espera, volvió a ser convocado para los partidos de eliminatorias para el Mundial de 2022 ante Paraguay y Perú. Fue titular contra la selección guaraní, Scaloni fue criticado por su decisión de posicionarlo como un lateral izquierdo debido a una lesión del lateral titular, Nicolás Tagliafico, sin embargo, impresionó y marcó su primer gol internacional con un potente cabezazo en dicho partido. En el partido ante Perú volvió a ser titular y nuevamente convirtió el primer gol en el triunfo argentino por 2-0 en Lima.
Fue convocado para disputar la Copa Mundial de 2022, pero una lesión a 5 días del debut lo marginó de la competencia, siendo reemplazado por Ángel Correa.
Regresó con la selección argentina en un partido amistoso contra Curazao en Santiago del Estero, en el que marcó el 2-0 del encuentro. El partido finalizó con victoria 7-0 a favor de la Scaloneta.
En la final de la Copa América 2024 contra Colombia ingresó por el lesionado Lionel Messi, cumpliendo una digna labor en la consagración del combinado albiceleste.

### Participaciones en Copas América
| Torneo            | Sede           | Resultado | Partidos | Goles |
| ----------------- | -------------- | --------- | -------- | ----- |
| Copa América 2021 | Brasil         | Campeón   | 6        | 0     |
| Copa América 2024 | Estados Unidos | Campeón   | 5        | 0     |

### Participación en la Copa de Campeones Conmebol-UEFA
| Torneo          | Sede    | Resultado | Partidos | Goles |
| --------------- | ------- | --------- | -------- | ----- |
| Finalísima 2022 | Londres | Campeón   | 1        | 0     |

### Goles internacionales
| # | Fecha                    | Lugar                                                           | Rival     | Gol   | Resultado | Competición                           |
| - | ------------------------ | --------------------------------------------------------------- | --------- | ----- | --------- | ------------------------------------- |
| 1 | 12 de noviembre de 2020  | La Bombonera, Buenos Aires, Argentina                           | Paraguay  | 1 - 1 | 1 - 1     | Eliminatorias para el Mundial de 2022 |
| 2 | 17 de noviembre de 2020  | Estadio Nacional del Perú, Lima, Perú                           | Perú      | 0 - 1 | 0 - 2     | Eliminatorias para el Mundial de 2022 |
| 3 | 25 de marzo de 2022      | La Bombonera, Buenos Aires, Argentina                           | Venezuela | 1 - 0 | 3 - 0     | Eliminatorias para el Mundial de 2022 |
| 4 | 28 de marzo de 2023      | Estadio Único Madre de Ciudades, Santiago del Estero, Argentina | Curazao   | 2 - 0 | 7 - 0     | Partido amistoso                      |
| 5 | 12 de septiembre de 2023 | Estadio Hernando Siles, La Paz, Bolivia                         | Bolivia   | 0 - 3 | 0 - 3     | Eliminatorias para el Mundial de 2026 |
| 6 | 10 de septiembre de 2024 | Estadio Metropolitano, Barranquilla, Colombia                   | Colombia  | 1 - 1 | 2 - 1     | Eliminatorias para el Mundial de 2026 |

## Estadísticas

### Clubes
Actualizado al último partido disputado el 1 de julio de 2025.
| Club                               | Div.          | Temporada     | Liga  | Liga  | Liga   | Copas nacionales | Copas nacionales | Copas nacionales | Copas internacionales | Copas internacionales | Copas internacionales | Total | Total | Total  |
| Club                               | Div.          | Temporada     | Part. | Goles | Asist. | Part.            | Goles            | Asist.           | Part.                 | Goles                 | Asist.                | Part. | Goles | Asist. |
| ---------------------------------- | ------------- | ------------- | ----- | ----- | ------ | ---------------- | ---------------- | ---------------- | --------------------- | --------------------- | --------------------- | ----- | ----- | ------ |
| A. A. Argentinos Juniors Argentina | 2.ª           | 2016-17       | 20    | 4     | 0      | 2                | 0                | 0                | ―                     | ―                     | ―                     | 22    | 4     | 0      |
| A. A. Argentinos Juniors Argentina | 1.ª           | 2017-18       | 24    | 7     | 1      | 1                | 0                | 0                | —                     | —                     | —                     | 25    | 7     | 1      |
| A. A. Argentinos Juniors Argentina | Total club    | Total club    | 44    | 11    | 1      | 3                | 0                | 0                | 0                     | 0                     | 0                     | 47    | 11    | 1      |
| VfB Stuttgart · Alemania           | 1.ª           | 2018-19       | 32    | 2     | 4      | 1                | 0                | 0                | ―                     | ―                     | ―                     | 33    | 2     | 4      |
| VfB Stuttgart · Alemania           | 2.ª           | 2019-20       | 27    | 14    | 3      | 2                | 1                | 1                | —                     | —                     | —                     | 29    | 15    | 4      |
| VfB Stuttgart · Alemania           | 1.ª           | 2020-21       | 15    | 6     | 2      | 2                | 0                | 0                | —                     | —                     | —                     | 17    | 6     | 2      |
| VfB Stuttgart · Alemania           | Total club    | Total club    | 74    | 22    | 9      | 5                | 1                | 1                | 0                     | 0                     | 0                     | 79    | 23    | 10     |
| ACF Fiorentina · Italia            | 1.ª           | 2021-22       | 33    | 7     | 7      | 6                | 1                | 2                | ―                     | ―                     | ―                     | 39    | 8     | 9      |
| ACF Fiorentina · Italia            | 1.ª           | 2022-23       | 24    | 6     | 1      | 5                | 2                | 0                | 13                    | 6                     | 4                     | 42    | 14    | 5      |
| ACF Fiorentina · Italia            | 1.ª           | 2023-24       | 29    | 12    | 2      | 2                | 0                | 1                | 13                    | 4                     | 2                     | 44    | 16    | 5      |
| ACF Fiorentina · Italia            | Total club    | Total club    | 86    | 25    | 10     | 13               | 3                | 3                | 26                    | 10                    | 6                     | 125   | 38    | 19     |
| Juventus F. C. · Italia            | 1.ª           | 2024-25       | 26    | 3     | 2      | 3                | 1                | 1                | 9                     | 1                     | 1                     | 38    | 5     | 4      |
| Juventus F. C. · Italia            | Total club    | Total club    | 26    | 3     | 2      | 3                | 1                | 1                | 9                     | 1                     | 1                     | 38    | 5     | 4      |
| Total carrera                      | Total carrera | Total carrera | 230   | 61    | 22     | 24               | 5                | 5                | 35                    | 11                    | 7                     | 288   | 77    | 34     |

## Palmarés y distinciones individuales

### Campeonatos nacionales
| Título             | Club                     | Año  |
| ------------------ | ------------------------ | ---- |
| Primera B Nacional | A. A. Argentinos Juniors | 2017 |

### Campeonatos internacionales
| Título                          | Equipo                         | Sede           | Año  |
| ------------------------------- | ------------------------------ | -------------- | ---- |
| Juegos Panamericanos            | Selección Argentina (Olímpica) | Lima           | 2019 |
| Copa América                    | Selección de Argentina         | Brasil         | 2021 |
| Copa de Campeones Conmebol-UEFA | Selección de Argentina         | Londres        | 2022 |
| Copa América                    | Selección de Argentina         | Estados Unidos | 2024 |

### Distinciones individuales
| Distinción                                                            | Año  |
| --------------------------------------------------------------------- | ---- |
| Ciudadano Destacado de Escobar en el Deporte Nacional e Internacional | 2021 |
| Equipo del Año de la UEFA Conference League                           | 2023 |